# Posłonek rozesłany pospolity
Posłonek rozesłany pospolity (posłonek kutnerowaty pospolity) (Helianthemum nummularium ssp. obscurum (L.) Mill. subsp. obscurum (Čelak.) Holub – podgatunek rośliny wieloletniej należący do rodziny posłonkowatych.	

## Rozmieszczenie geograficzne
Zasięg gatunku obejmuje Europę, Amerykę Północna, Południową w strefie umiarkowanej i Azję Mniejszą, jest dość powszechny na obszarach górskich. We florze Polski dość częsty, występuje na stanowiskach naturalnych głównie na południu kraju, w Karpatach i Sudetach oraz na ich przedpolu, a ponadto często w północnej części niżu. W pozostałych regionach jest rzadki.	

## Morfologia
PokrójRroślina zielna, niska, kobiercowa, zimozielona krzewinka, osiągająca wysokość do 30 cm. Podgatunek podobny do posłonka rozesłanego typowego. Zewnętrznie różni się od niego tylko owłosieniem liści, czasami także kielicha.
ŁodygaPędy cienkie, niskie do 30 cm., w górnej części kosmate pokryte szaro zielonym kutenerem, podnoszące się, które z czasem pokładają się.
LiścieCiemnozielone lub zielonoszare, równo-wąskolancetowate lub eliptyczne, z wierzchu zwykle prawie nagie, tępe, o długości do 25 mm. W kątach liści charakterystyczne lancetowate, drobne przylistki. Na spodzie pokryte szaro-zielonym kutnerem.
KwiatyPięciopłatkowe, pojedyncze, koloru żółtego, zwykle kutnerowate, z długimi włoskami na nerwach o średnicy do 2,5cm zebrane w kwiatostany na końcach podniesionych pędów. Działki kielicha jasnoszaro-zielone, kutnerowate. Działki wewnętrzne o długość 5-8 mm. Liczne pręciki na długich i cienkich nitkach, słupek z pojedynczą szyjką. Zamykające się na noc oraz w pochmurne i deszczowe dni.
OwocPękająca 3 klapkowa torebka z niełupkami.

## Biologia i ekologia
Krzewinka, chamefit, gatunek kserotermiczny. Kwitnie od maja do września. Siedlisko: suche wzgórza wapienne, skały, upłazy, murawy kserotermiczne i stepowe, głównie o podłożu wapiennym. Preferuje miejsca słoneczne, stanowiska ciepłe, glebę wilgotną i zasobną w wapń. Roślina górska. Gatunek charakterystyczny (Ch) dla klasy (Cl.) Festuco-Brometea. Rozmnaża się przez wysiew nasion